# Campeonato Mundial de Halterofilismo de 2009 - Até 58 kg feminino
A competição feminina na categoria até 58 kg foi realizada em 23 de novembro de 2009.

## Calendário
As competidoras foram divididas em dois grupos:
| Dia            | Horário | Fase    |
| -------------- | ------- | ------- |
| 23 de novembro | 16:00   | Grupo B |
| 23 de novembro | 19:00   | Grupo A |

## Medalhistas
| Prova     | Ouro             | Ouro   | Prata                    | Prata  | Bronze             | Bronze |
| --------- | ---------------- | ------ | ------------------------ | ------ | ------------------ | ------ |
| Arranque  | Li Xueying (CHN) | 107 kg | Nastassia Novikava (BLR) | 100 kg | Iulia Kalina (UKR) | 096 kg |
| Arremesso | Li Xueying (CHN) | 132 kg | Nastassia Novikava (BLR) | 125 kg | Iulia Kalina (UKR) | 119 kg |
| Total     | Li Xueying (CHN) | 239 kg | Nastassia Novikava (BLR) | 225 kg | Iulia Kalina (UKR) | 215 kg |

## Recordes
Antes desta competição, os recordes mundiais da categoria eram os seguintes:
| Recorde         | Tipo      | Atleta             | Peso   | Local         | Data                  |
| Recorde mundial | Arranque  | Chen Yanqing (CHN) | 111 kg | Doha, Catar   | 3 de dezembro de 2006 |
| Recorde mundial | Arremesso | Qiu Hongmei (CHN)  | 141 kg | Tai'an, China | 23 de abril de 2007   |
| Recorde mundial | Total     | Chen Yanqing (CHN) | 251 kg | Doha, Catar   | 3 de dezembro de 2006 |

## Resultados
Ref.
| Pos. | Atleta                     | Grupo | Peso (kg) | Arranque (kg) | Arranque (kg) | Arranque (kg) | Arranque (kg) | Arremesso (kg) | Arremesso (kg) | Arremesso (kg) | Arremesso (kg) | Total (kg) |
| Pos. | Atleta                     | Grupo | Peso (kg) | 1             | 2             | 3             | Pos.          | 1              | 2              | 3              | Pos.           | Total (kg) |
| ---- | -------------------------- | ----- | --------- | ------------- | ------------- | ------------- | ------------- | -------------- | -------------- | -------------- | -------------- | ---------- |
| 1    | Li Xueying (CHN)           | A     | 57,42     | 100           | 105           | 107           | 1             | 125            | 130            | 132            | 1              | 239        |
| 2    | Nastassia Novikava (BLR)   | A     | 57,98     | 95            | 100           | 106           | 2             | 120            | 125            | 131            | 2              | 225        |
| 3    | Iulia Kalina (UKR)         | A     | 57,46     | 91            | 94            | 96            | 3             | 115            | 119            | 126            | 3              | 215        |
| 4    | Romela Begaj (ALB)         | A     | 57,52     | 92            | 95            | 97            | 4             | 108            | 112            | 112            | 6              | 207        |
| 5    | Pimsiri Sirikaew (THA)     | A     | 57,35     | 85            | 90            | 93            | 5             | 115            | 120            | 120            | 5              | 205        |
| 6    | Marieta Gotfryd (POL)      | A     | 57,83     | 90            | 90            | 92            | 6             | 107            | 107            | 110            | 10             | 197        |
| 7    | Quisia Guicho (MEX)        | A     | 57,22     | 83            | 85            | 88            | 7             | 107            | 115            | 115            | 8              | 195        |
| 8    | Masako Tokeshi (JPN)       | A     | 57,66     | 82            | 85            | 87            | 8             | 103            | 106            | 110            | 7              | 195        |
| 9    | Agnès Chiquet (FRA)        | B     | 57,54     | 79            | 83            | 83            | 10            | 104            | 107            | 110            | 9              | 190        |
| 10   | Wildry de los Santos (DOM) | A     | 57,72     | 84            | 84            | 89            | 9             | 106            | 111            | 111            | 11             | 190        |
| 11   | Emily Quarton (CAN)        | B     | 57,95     | 78            | 81            | 81            | 11            | 98             | 98             | 102            | 13             | 183        |
| 12   | Hilary Katzenmeier (USA)   | B     | 57,98     | 78            | 81            | 81            | 12            | 98             | 98             | 101            | 14             | 179        |
| 13   | Pilar Bakam (CMR)          | B     | 57,54     | 70            | 75            | 79            | 14            | 97             | 102            | 105            | 12             | 177        |
| 14   | So Wai Ching (HKG)         | B     | 55,67     | 30            | 33            | 36            | 15            | 35             | 40             | 42             | 16             | 78         |
| —    | Margaret Uwah (NGR)        | B     | 56,83     | 76            | 80            | 84            | 13            | —              | —              | —              | —              | —          |
| —    | Lin Wan-hsuan (TPE)        | A     | 57,05     | 92            | 92            | 95            | —             | 117            | 117            | 117            | 4              | —          |
| —    | Anna Everi (FIN)           | B     | 57,93     | 74            | 74            | 74            | —             | 91             | 95             | —              | 15             | —          |